# Fra' Manisco cerca guai...
Fra' Manisco cerca guai... è un film del 1960 diretto da Armando William Tamburella.

## Trama
Fra' Pacifico è un frate genuino e dai modi spicci, per questo soprannominato fra' Manisco. Il religioso si ritrova alle prese con un caso spinoso, poiché don Liborio, signorotto napoletano, spadroneggia in tutte le vicende locali, comprese le scelte amorose della giovane figlia. Fra' Pacifico riesce a riportare la concordia e l'ordine pur tra mille difficoltà.